# Sakura
 (septembre 2011).
Si vous disposez d'ouvrages ou d'articles de référence ou si vous connaissez des sites web de qualité traitant du thème abordé ici, merci de compléter l'article en donnant les références utiles à sa vérifiabilité et en les liant à la section « Notes et références ».
Cet article concerne la plante. Pour les articles homonymes, voir Sakura (homonymie).
Taxons concernés
Parmi la famille des Rosaceae :
- Prunus serrulata
  - Prunus serrulata var. spontanea 
(syn. Prunus jamasakura)
- Prunus ×yedoensis
- Prunus speciosa
- Prunus sargentiimodifier

Les  sakuras sont les cerisiers ornementaux du Japon (dont Prunus serrulata) ainsi que leurs fleurs. La cerise (桜んぼ, sakuranbo) vient d'une autre espèce de Prunus.
Les premiers sakuras sont originaires de Chine, et ont été aperçus pour la première fois au pied de l’Himalaya. Ce n’est qu’un millier d’années après, pendant la dynastie Tang, que les cerisiers ont commencé à être exportés au Japon et en Corée du Sud.
Ces arbres sont beaucoup associés au Japon du fait de la forte présence culturelle des sakuras dans la culture japonaise, et qu’on leur attribue la dénomination de « sakura », qui est l’appellation japonaise. Mais leurs origines sont souvent controversées.

## Espèces

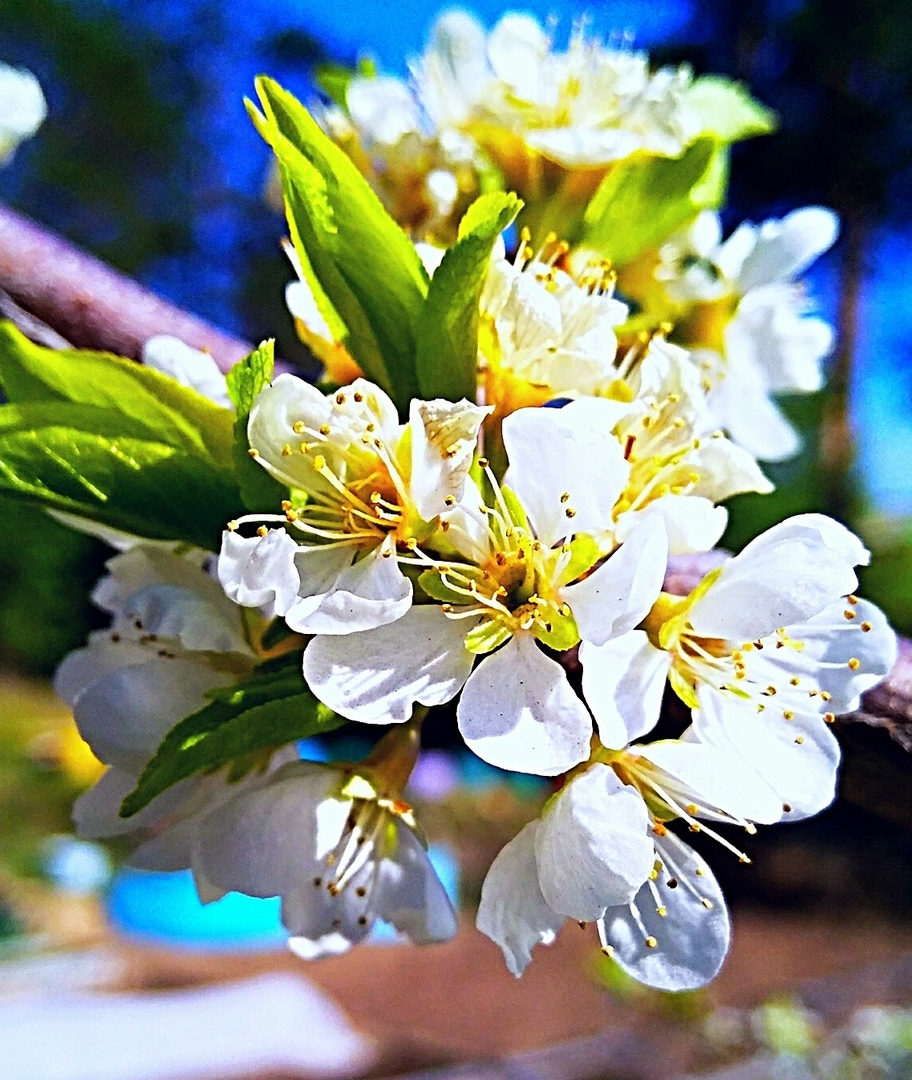
Fleur de cerisier en Sibérie orientale.

Il existe plus de 600 variétés de sakura se différenciant par le nombre de pétales, la couleur des fleurs et des jeunes feuilles, la période de floraison ou le port de l'arbre,. La couleur des fleurs va du blanc au rouge foncé en passant par toutes les nuances du rose pâle.
Parmi les espèces de cerisiers ornementaux les plus courantes au Japon, on compte :
- Prunus serrulata, cerisier du Japon ;
- Prunus speciosa, cerisier d'Izu Ōshima (Ōshima-zakura) ;
- Prunus sargentii, cerisier d'Ezo ;
- Prunus ×yedoensis, cerisier Yoshino, hybride de Prunus speciosa et de Prunus subhirtella 'Pendula' ou de Prunus jamazakura[3].

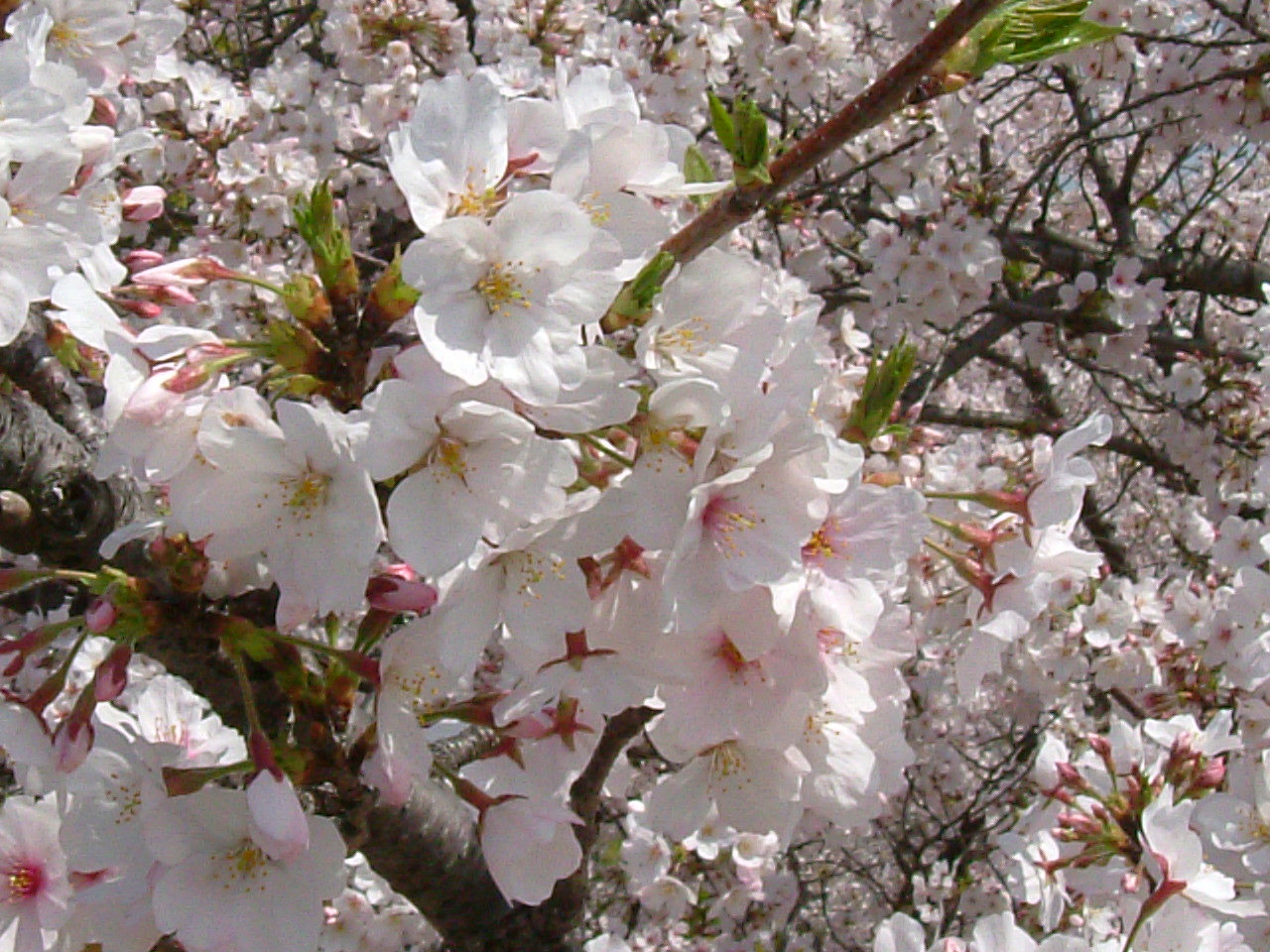
Le cultivar Somei Yoshino.

La variété préférée des Japonais est le cerisier Yoshino (染井吉野, Somei yoshino). Ses fleurs sont d'un blanc presque pur teinté du rose le plus pâle particulièrement au niveau de la tige. En général, les pétales de ces fleurs tombent, ou plutôt « se dispersent » (散る, chiru) une semaine avant que les feuilles apparaissent ; c'est pourquoi, ils semblent blancs du tronc à la cime. Cette variété tient son nom du village de Somei (maintenant partie intégrante de l'arrondissement tokyoïte de Toshima). Selon les recherches génétiques, c'est un hybride qui aurait été développé au milieu du XIXe siècle dans la région d’Edo (ancien nom de Tokyo).
Les yaezakura et shidarezakura sont d'autres variétés appréciées de cerisiers du Japon. Le yaezakura (Prunus serrulata f. purpurascens) a de grandes fleurs avec plus de cinq pétales denses et rose foncé. Le shidarezakura (Prunus serrulata var. pendula ou Prunus pendula ‘Maxim’.), ou « cerisier pleureur », possède des branches qui tombent comme celles du saule pleureur et portant des cascades de fleurs roses.
Existent également les yamazakura (Prunus jamazakura, cerisier de montagne), Edo higan (Prunus pendula form. ascendens), mamezakura (Prunus serrulata) et kanhizakura (Prunus campanulata (en)).
On divise les variétés en gros en deux catégories : les variétés sauvages, et les cultivars de jardins. Dix espèces de cerisiers sauvages existent au Japon, parmi lesquelles yamazakura, Ōshima-zakura, Edo higan, kan-hizakura (espèce endémique d'Okinawa).

## Implantation
Les sakura tiennent une place de première importance dans la plupart des jardins japonais et des parcs publics, écoles et bâtiments publics japonais. Comme les années fiscales et scolaires commencent toutes les deux en avril, le jour de la rentrée des classes coïncide avec la saison des cerisiers dans la plus grande partie de l'île de Honshū.

## Symbolique

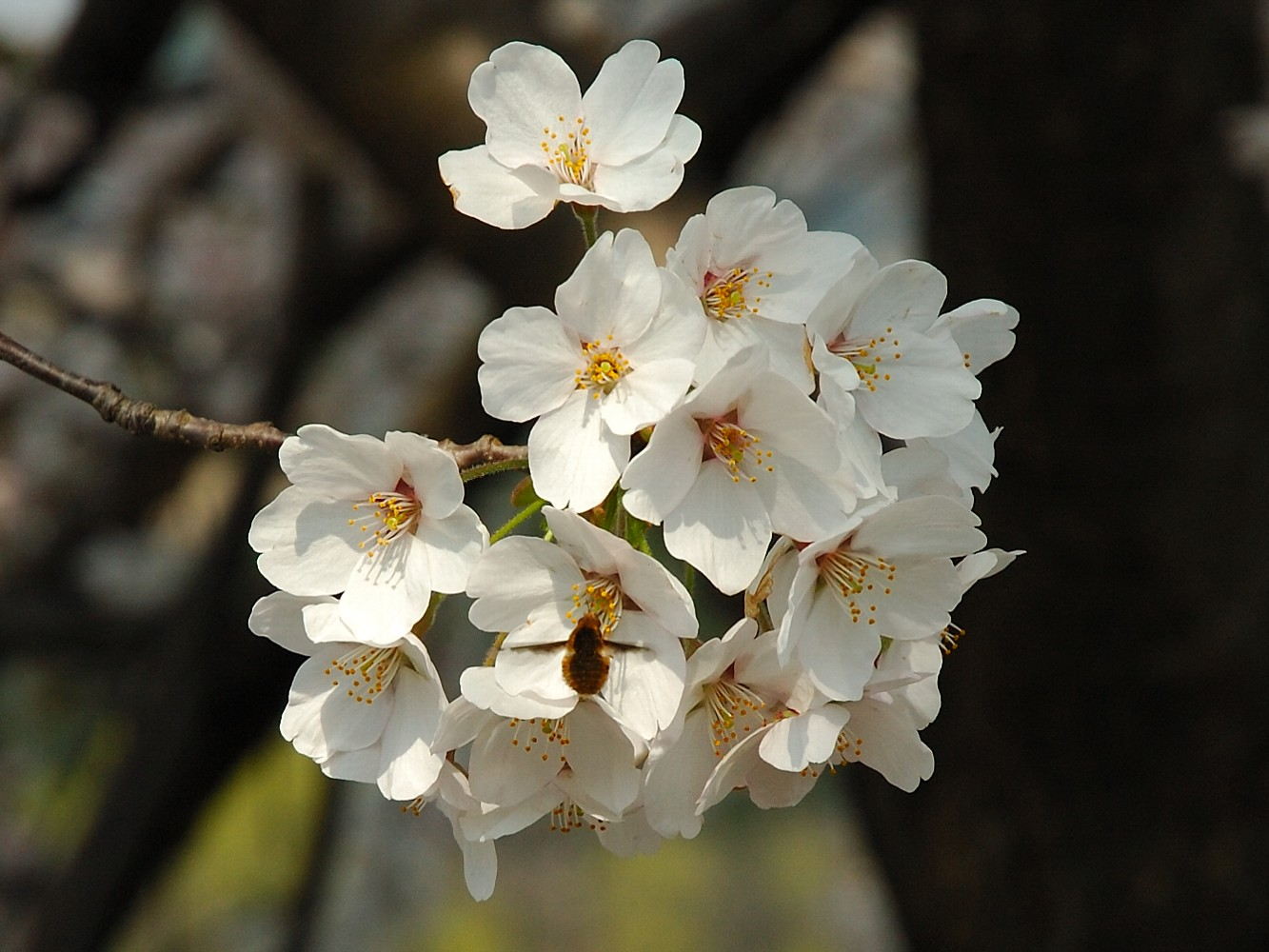
Fleurs de Cerisier (Prunus serrulata).

### Symbole de l'éphémère
Le caractère transitoire de la floraison du sakura est utilisé depuis des siècles comme métaphore afin de souligner le caractère éphémère de la beauté mais aussi de la vie. Le sakura sert ainsi à expliquer l'important concept esthétique japonais qu'est le mono no aware (ce dernier pouvant se traduire par « la sensibilité pour l'éphémère »).

### Utilisation militaire et nationaliste
L'association entre le sakura et le caractère éphémère de la vie, relie également celui-ci à la mort et donc aux samouraïs et aux bushi. Ce rapport avec la classe guerrière s'est poursuivi lors de la Seconde Guerre mondiale. Le gouvernement utilisait alors l'association entre la floraison du sakura et une vie courte pour presser les soldats à mourir pour leur pays. Akiko Yosano, dans ses poèmes, allait jusqu'à comparer les soldats morts à des cerisiers en fleur. Le gouvernement encourageait d'ailleurs la population à croire que les âmes des guerriers tombés au combat se réincarnaient en sakura. Les pilotes de l'aviation nippone peignaient des fleurs de cerisier sur les flancs de leur appareil avant de partir pour une mission suicide et emportaient parfois des branches de sakura avec eux. Des cerisiers étaient plantés dans les colonies japonaises lors de l'impérialisme japonais, représentant l'âme japonaise. Malgré la fin de l'impérialisme japonais, les militaires et les policiers utilisent aujourd'hui encore ces fleurs comme emblèmes, drapeaux et insignes à la place d'étoiles. Aux côtés de la fleur de chrysanthème, la fleur du sakura reste donc pour ces raisons teintée d'une note de nationalisme. Cependant le lien entre la fleur de sakura et le nationalisme est antérieur à la guerre. Les peintures du style yamato-e comportaient déjà la figuration des fleurs de cerisier en tant que motif purement japonais en réaction à la peinture chinoise (kanga).

### Symbole du printemps
La floraison du cerisier est un des événements naturels les plus marquants se déroulant au printemps. Le sakura est ainsi utilisé pour signifier le printemps dans l'ukiyo-e et en particulier dans les « peintures de saison » (shiki-e) ou de « vues célèbres » (meisho-e).

## Hanami
Chaque année, l'agence météorologique du Japon et l'ensemble de la population suivent le front de floraison des cerisiers. Tous les soirs, les prévisions à ce sujet suivent le bulletin météorologique du journal télévisé. La floraison commence dans l'archipel Okinawa en janvier et atteint généralement Kyōto et Tōkyō à la fin du mois de mars ou en début d'avril, à l'exception de la péninsule d'Izu, au Sud Ouest de Tokyo, qui est concernée dès la mi-février. Puis, elle progresse vers le nord pour atteindre Hokkaidō quelques semaines plus tard. Les Japonais prêtent une grande attention à ces prévisions. Ils pourront ainsi aller dans les parcs, les autels et les temples en famille ou entre amis pour « contempler les fleurs » (花見 / はなみ, hanami), manger et boire. Les festivals du hanami célèbrent la beauté des cerisiers en fleurs et sont, pour beaucoup, une occasion de se reposer et de profiter du paysage.
Il existe de très nombreux lieux dans l'ensemble de l'archipel, et les meilleurs, et plus célèbres, sont très prisés des touristes, japonais comme étrangers.

## Influence culturelle

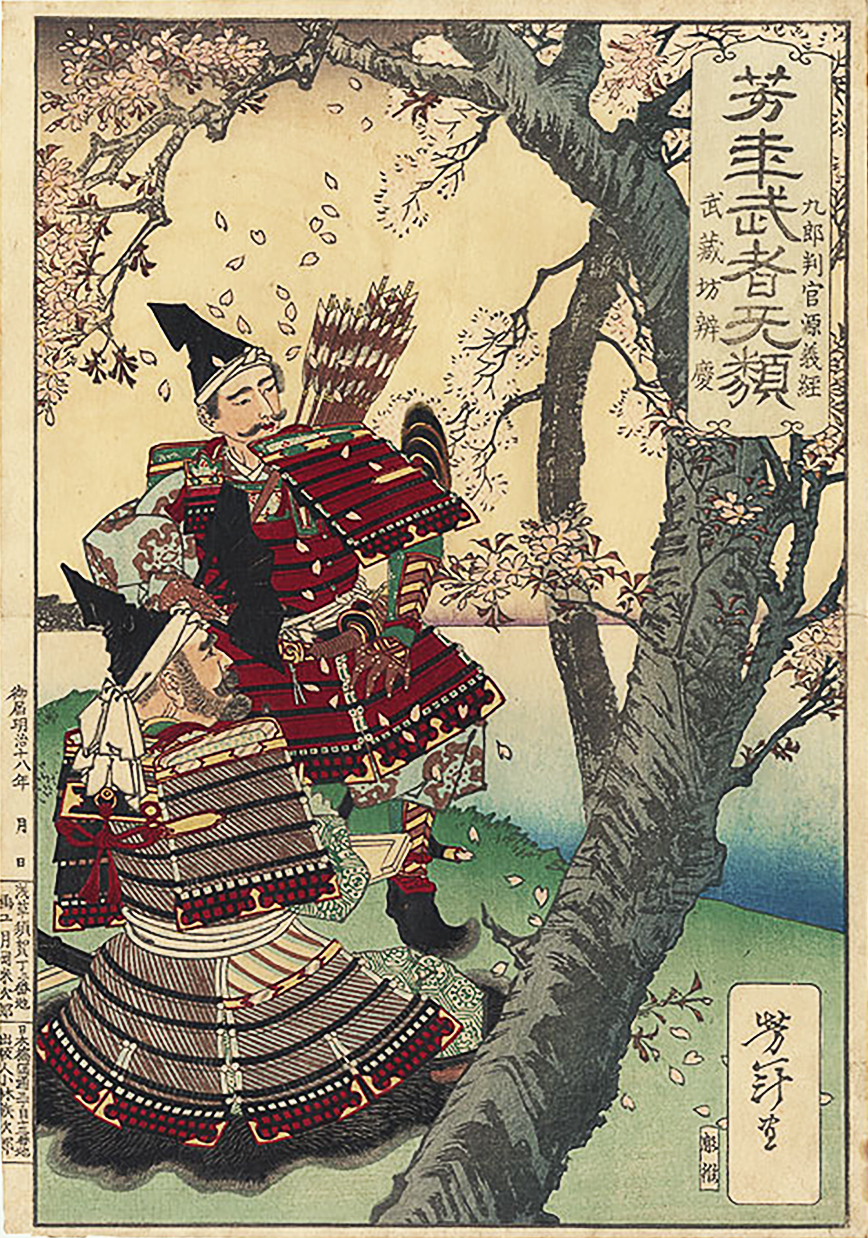
Ukiyo-e de Yoshitoshi Tsukioka, 1885.

La floraison de ces cerisiers a, au travers de l'histoire du pays, toujours inspiré les artistes japonais : l'empreinte culturelle de cet évènement est omniprésente dans la littérature (notamment dans les manga et les anime), la peinture japonaise, les danses traditionnelles, le théâtre et la religion (bouddhisme, shintoïsme).
De même, le sakura est très présent dans la musique (par exemple, le groupe Kagrra associe souvent ses chansons ou l'ambiance de ses concerts au cerisier). Une chanson traditionnelle très connue est intitulée Sakura sakura. Elle a été initialement conçue pour être jouée par un shakuhachi (flûte de bambou) ; on compte également de nombreux morceaux de J-pop portant ce titre.
Les sakura sont représentés de manières très diverses sur les kimonos, les articles de papeterie et la vaisselle.

## À l'extérieur du Japon

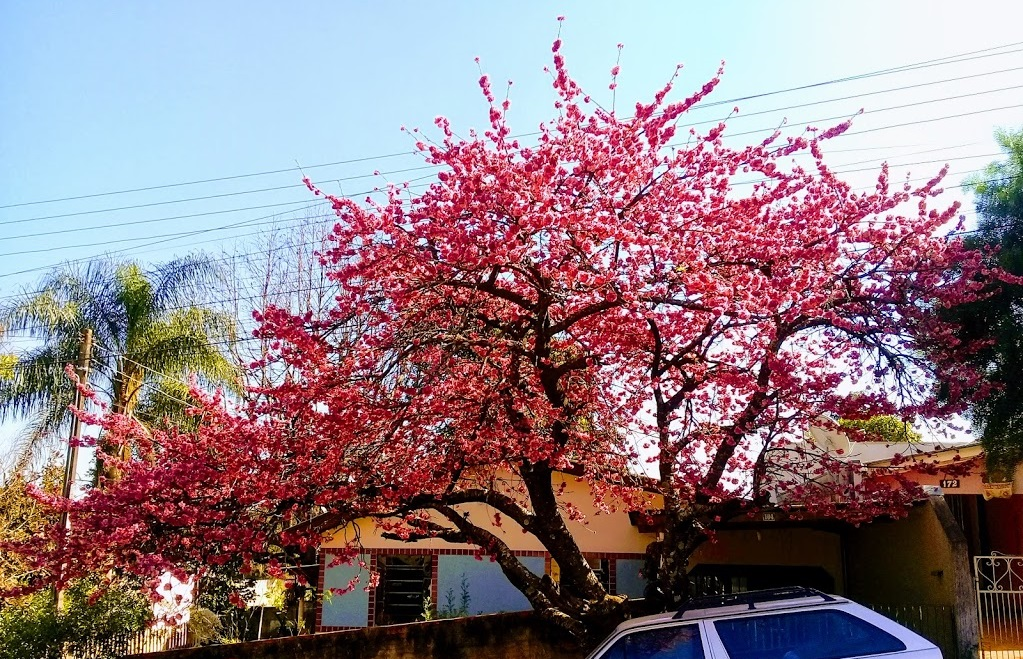
Prunus Serrulata « Kanzan » à Ponta Grossa, sud du Brésil.

Le Japon offrit 3 000 cerisiers aux États-Unis en 1912 pour célébrer l'amitié de leurs deux nations alors florissantes. Ces arbres furent alignés au bord du Tidal Basin à Washington, et ce cadeau fut renouvelé en 1956 avec 3 800 arbres supplémentaires. Le sakura continue d'y être une attraction touristique populaire, notamment grâce au Festival annuel des Fleurs de cerisier, lorsque ces derniers terminent leur floraison, au début du printemps. Le festival consiste en seize jours de festivités qui mettent la culture japonaise à l'honneur.
À Paris, le jardin Marie-Thérèse-Auffray, dans le 14e arrondissement, est célèbre pour sa collection de cerisiers qui attirent les visiteurs au printemps.
Le parc de Sceaux, à proximité de Paris, comprend deux vergers de cerisiers, un pour les cerisiers blancs (Prunus avium) et un pour les cerisiers roses (Prunus serrulata). Ce dernier est planté d'environ 150 arbres, qui attirent de nombreux visiteurs chaque mois d'avril.
La promenade fluviale autour du Parlement européen de Strasbourg est plantée de cerisiers offerts par l'arrondissement de Nerima à Tokyo.

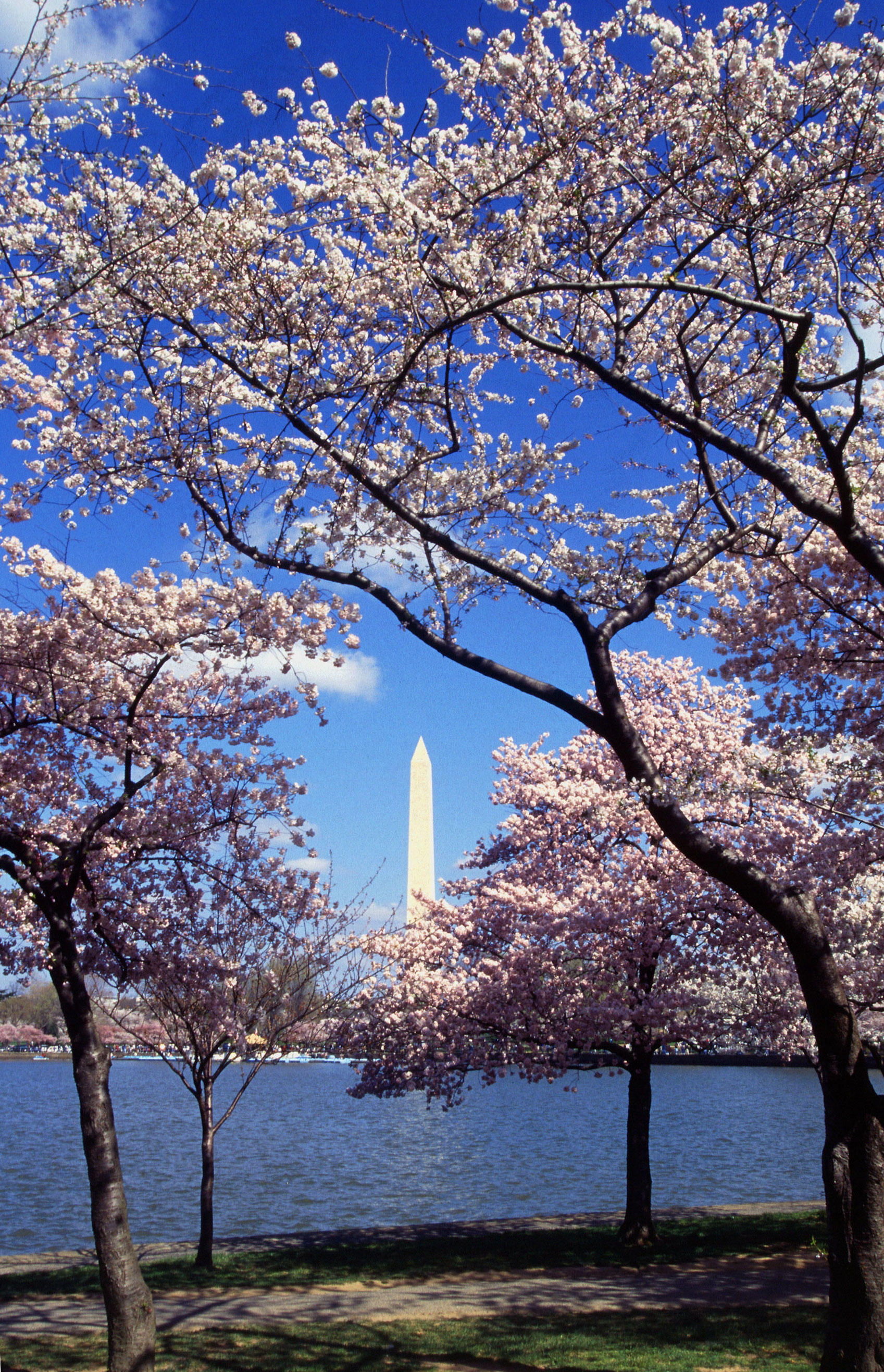
Le Tidal Basin bordé de cerisiers en fleurs ; Washington, D.C.
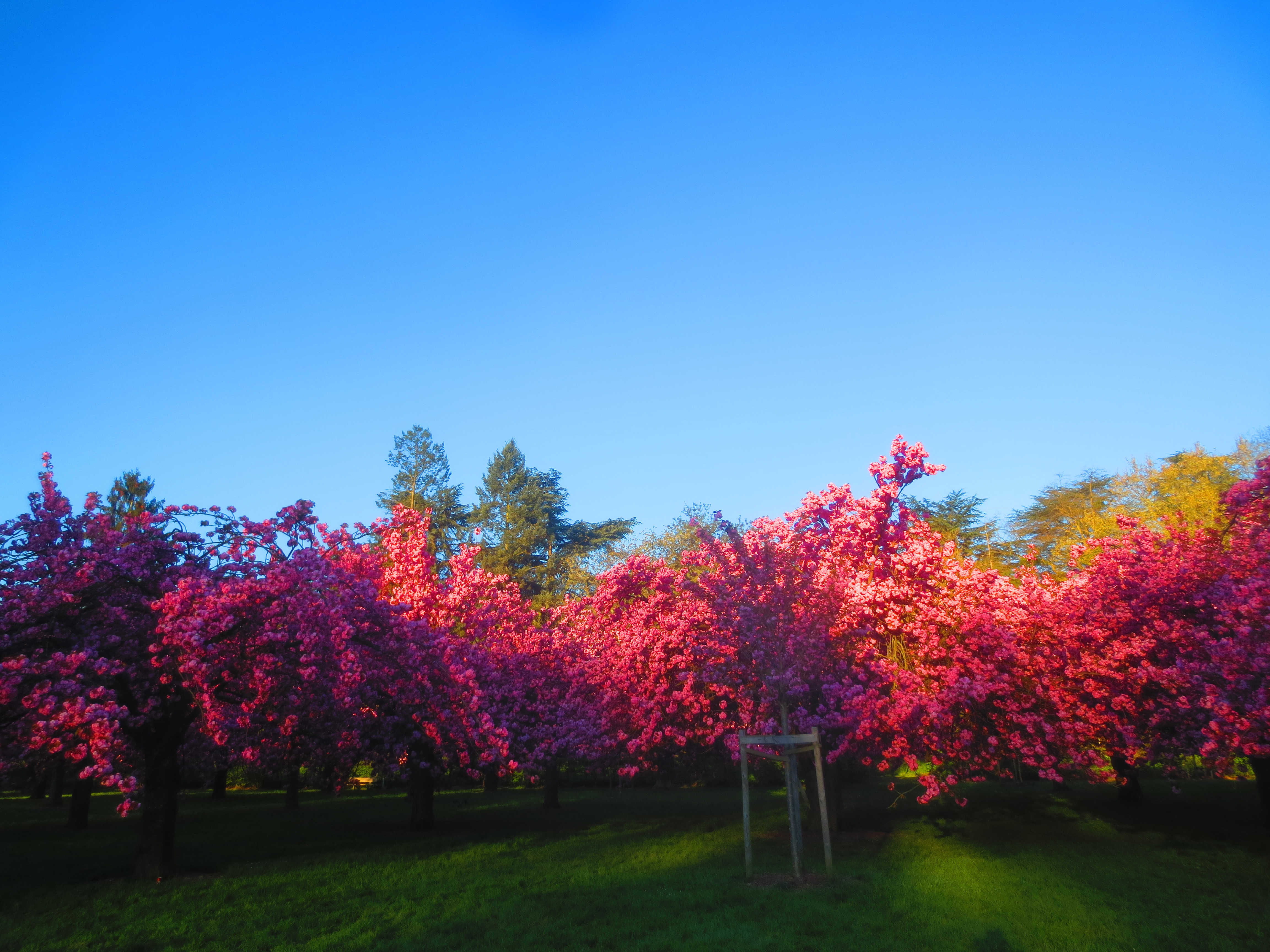
Des cerisiers du parc de Sceaux en pleine floraison.
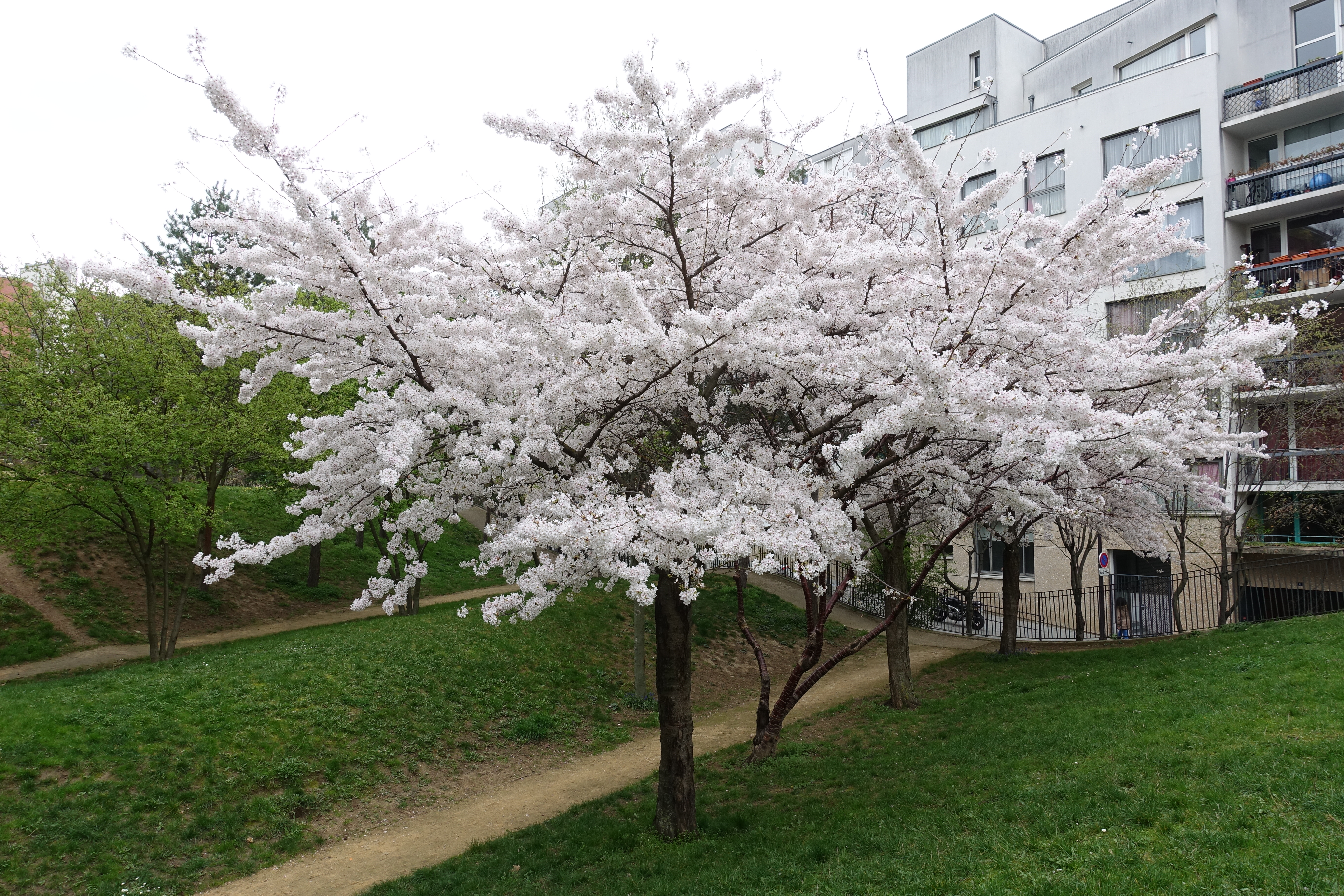
Cerisier en fleur dans le jardin Marie-Thérèse-Auffray, à Paris, en hommage à la peintre et résistante Marie-Thérèse Auffray.

Il existe une collection nationale de cerisiers à fleurs d'Asie, labellisée Collection nationale par le CCVS (Conservatoire des collections végétales spécialisées). Cette collection est implantée sur le Domaine du Tornet, autour du Lac de La Balme de Sillingy en Haute-Savoie. La collection comporte plus de 300 arbres de 150 variétés différentes.